# The Appointment
The Appointment is een Amerikaanse dramafilm uit 1969 onder regie van Sidney Lumet.

## Verhaal
Federico Fendi is een advocaat die vermoedt dat zijn vrouw naar Rome is gevlucht. Daar zou ze werken in de duurste kringen van de prostitutie. Zijn pogingen om haar in de val te lokken, lopen slecht af.

## Rolverdeling
| Acteur          | Personage              |
| --------------- | ---------------------- |
| Omar Sharif     | Federico Fendi         |
| Anouk Aimée     | Carla                  |
| Didi Perego     | Nanny                  |
| Fausto Tozzi    | Renzo                  |
| Gigi Proietti   | Fabre                  |
| Paola Barbara   | Moeder                 |
| Inna Alexeievna | Oude vrouw in de trein |
| Ennio Balbo     | Ugo Perino             |